# 혼다 소이치로
혼다 소이치로(일본어: 本田 宗一郎, 1906년 11월 17일~1991년 8월 5일)는 일본의 사업가이자, 일본의 모빌리티 기업 혼다의 창업자이다. 소니의 이부카 마사루 등과 함께, 전후 일본을 대표하는 기술자·기업가로서 세계적으로 유명하다.

## 수상
- 남수포장(藍綬褒章)(1952년)
- 조치 대학 명예 공학박사(1973년)
- 미시간 공과 대학교 명예 공학박사(1974년)
- 이탈리아 공화국 공로장 대장군장(1978년)
- 벨기에 왕국 왕관 훈장 Commandeur(1979년)
- 미국기계공학회(ASME) 홀리 메달(1980년)
- 서보대수장(瑞宝大綬章)(1981년)
- 레지옹 도뇌르 훈장 오피시에(1984년)
- 스웨덴 왕국 북극성 훈장(1986년)
- 유엔 환경 계획 글로벌 500상(1987년)
- 자동차 명예의 전당 헌액(1989년): 일본인 최초
- 정3위 훈1등 욱일대수장(1991년)
- 제임스 와트 국제 골드 메달(James Watt International Gold Medal)(1991년)

## 참고 문헌
- 일본공업신문사 (2001). 《CEO의 결단력》. 조양욱 옮김. 현대북스. 63~110쪽. ISBN 89-89549-35-3.